# Periklīs Iakōvakīs
Periklīs Iakōvakīs (in greco Περικλής Ιακωβάκης?; Patrasso, 24 marzo 1979) è un ostacolista greco.

## Biografia
Ai campionati del mondo di atletica leggera 2003 vinse la medaglia di bronzo nei 400 metri ostacoli, dietro a Félix Sánchez (medaglia d'oro) e Joey Woody (medaglia d'argento). Ai Campionati europei di atletica leggera 2006 vinse la competizione nella specialità dei 400 ostacoli. Partecipò anche ai Giochi della XXIX Olimpiade arrivando in finale ma giungendovi in ultima posizione con un tempo di 49"96.

## Palmarès
| Anno | Manifestazione          | Sede       | Evento   | Risultato | Misura  | Note                                     |
| ---- | ----------------------- | ---------- | -------- | --------- | ------- | ---------------------------------------- |
| 2003 | Mondiali                | Parigi     | 400 m hs | Bronzo    | 48"24   |                                          |
| 2006 | Europei                 | Göteborg   | 400 m hs | Oro       | 48"46   |                                          |
| 2007 | Mondiali                | Osaka      | 400 m hs | 6º        | 49"25   |                                          |
| 2007 | Mondiali                | Osaka      | 4×400 m  | Batteria  | 3'05"65 |                                          |
| 2008 | Giochi olimpici         | Pechino    | 400 m hs | 8º        | 49"96   |                                          |
| 2009 | Mondiali                | Berlino    | 400 m hs | 5º        | 48"42   | Miglior prestazione personale stagionale |
| 2010 | Europei                 | Barcellona | 400 m hs | 5º        | 49"38   |                                          |
| 2012 | Europei                 | Helsinki   | 400 m hs | 8º        | 50"57   |                                          |
| 2012 | Giochi olimpici         | Londra     | 400 m hs | Batteria  | 50"27   |                                          |
| 2013 | Giochi del Mediterraneo | Mersin     | 4×400 m  | Bronzo    | 3'07"36 |                                          |